# Liste der geschützten Landschaftsteile im Burgenland
Geschützter Landschaftsteil ist eine der Schutzkategorien des Burgenländischen Naturschutz- und Landschaftspflegegesetz (NG 1990). Die Kategorie umfasst kleinräumige, naturnah erhaltene Landschaftsteile oder Kulturlandschaften wie historische Garten- und Parkanlagen.

## Rechtliche Grundlage
Die rechtlichen Grundlagen für die Unterschutzstellung als geschützter Landschaftsteil sind im § 24 des Burgenländischen Naturschutz- und Landschaftspflegegesetz (Gesetz vom November 1990 über den Schutz und die Pflege der Natur und Landschaft im Burgenland) festgehalten. Als Voraussetzung für die Unterschutzstellung müssen die zu schützenden Landschaftsteile oder Kulturlandschaften das Landschafts- und Ortsbild besonders prägen, zur Belebung oder Gliederung des Landschafts- und Ortsbildes beitragen oder für die Erholung der Bevölkerung bedeutsam sein. Die Unterschutzstellung erfolgt durch die Landesregierung per Verordnung. Alle Maßnahmen, bei denen eine Gefährdung der mit der Unterschutzstellung verfolgten Ziele entstehen kann, unterliegen einer Bewilligungspflicht durch die Bezirksverwaltungsbehörde. Die zu bewilligenden Maßnahmen dürfen dabei weder das Gefüge des Haushaltes der Natur im betroffenen Lebensraum noch den Charakter des betroffenen Landschaftsraumes nachteilig beeinträchtigen. Ausgenommen von diesen Einschränkungen kann jedoch eine Bewilligung erteilt werden, sofern das öffentliche Interesse an den beantragten Maßnahmen unter dem Gesichtspunkt des Gemeinwohles höher zu bewerten ist als das öffentliche Interesse an der Bewahrung der Natur und Landschaft vor störenden Eingriffen. Als öffentliche Interessen gelten dabei insbesondere solche der Landesverteidigung, des Umweltschutzes, der Volkswirtschaft und des Fremdenverkehrs, der Bodenreform und der Landwirtschaft, des Schulwesens, der überörtlichen Raumplanung, des Verkehrswesens, der öffentlichen Sicherheit, der Versorgung der Bevölkerung mit Nahrungsmitteln oder Energie, der Gesundheit, der Wissenschaft und Forschung, des Denkmalschutzes, der wasserwirtschaftlichen Gesamtplanung und des Bergbaues.

## Geschützte Landschaftsteile
| Foto |                 | Name                         | ID   | Bezirk      | Standort                     | Beschreibung | Fläche | Datum      |
| ---- | --------------- | ---------------------------- | ---- | ----------- | ---------------------------- | --- | ------ | ---------- |
| 1    | Datei hochladen | Lahnbach Deutsch Kaltenbrunn | 1039 | Jennersdorf | Deutsch Kaltenbrunn Standort | Der Geschützte Landschaftsteil Lahnbach Deutschkaltenbrunn umfasst den Oberlauf des Lahnbaches samt begleitender Ufergehölze auf einer Länge von mehr als 5 km. | 31 ha  | 16.05.1979 |